# Agabus picotae
Agabus picotae är en skalbaggsart som beskrevs av Foster och Bilton 1997. Agabus picotae ingår i släktet Agabus och familjen dykare. Inga underarter finns listade i Catalogue of Life.